# Paracaloptenus bolivari
Paracaloptenus bolivari är en insektsart som beskrevs av Boris Petrovich Uvarov 1942. Paracaloptenus bolivari ingår i släktet Paracaloptenus och familjen gräshoppor. Inga underarter finns listade i Catalogue of Life.